# 斉藤進
斉藤 進（さいとう すすむ、1970年11月8日 - ）は、日本の政治家。民主党所属。
東京都小平市議会議員（2期）、衆議院議員（1期）を務めた。

## 概要
静岡県浜松市に生まれる。父が航空自衛隊に勤務していたため、福岡県、静岡県、千葉県、石川県、宮城県の基地の街にそれぞれ2〜3年程度居住した後、東京都へ転居。東京都立清瀬高等学校、中央大学経済学部経済学科卒業。清瀬高校在学中は生徒会会長を務め、その時の書記は「秘密結社 鷹の爪」作者で、現アニメーション監督のFROGMANであった。中央大学在学中は辞達学会（弁論部）に所属し、同会幹事長を務めた。
大学卒業後、イスラエルのゴラン高原等、海外でボランティアに従事した。帰国後、衆議院議員・末松義規の秘書を務める。
1999年、小平市議会議員選挙に出馬し初当選（35人中2位）。2003年、2期目当選（34人中1位）。2007年まで2期8年間小平市議（市議会 厚生委員長・生活文教委員長）を務めた後、2009年の第45回衆議院議員総選挙に民主党公認で静岡8区から出馬し、当時の麻生内閣で現職の文部科学大臣だった自由民主党の塩谷立を破り、初当選した（塩谷は重複立候補していた比例東海ブロックで当選）。
民主党への政権交代後初めてとなる第173回国会の衆議院本会議において、鳩山由紀夫内閣総理大臣の所信表明演説終了時に憲政史上初となるスタンディングオベーションを起こした。
衆議院では、厚生労働委員会、安全保障委員会、東日本大震災復興特別委員会等に所属。
2012年の第46回衆議院議員総選挙に民主党公認で静岡8区から出馬するも落選。2013年4月、選挙区総支部長を退任した。